# بيمنت (إلينوي)
بيمنت (بالإنجليزية: Bement)‏ هي منطقة سكنية تقع في الولايات المتحدة في إلينوي. يقدر عدد سكانها بـ 1,730 نسمة .

## الموقع الجغرافي
الموقع الجغرافي للمناطق المحيطة بهذه النقطة هو كالتالي: